# Ali Parvin
Ali Parvin (en persa: علي پروين‎) nació en Teherán el 12 de octubre de 1946 y fue considerado el mejor y más popular futbolista iraní en la década de 1970, hasta la revolución que produjo la caída del sah Mohammad Reza Pahleví en 1979.

## Biografía
El creció en Nazi Abad, una zona de la ciudad de Teherán donde surgieron varios talentos, a pesar de las pobres condiciones de vida. Él fue descubierto mientras jugaba en una calle cerca de su casa. Luego de lo cual empezó a jugar en el Paykan FC y más tarde se transfirió al Persépolis, luego de que su anterior club fuera disuelto en 1970. Poco después fue invitado a participar en la selección nacional de Irán, donde ganó fama en su posición de centro-campista. Fue parte de la selección durante La Copa Asiática, en 1972 y 1976, además participó en los Juegos Olímpicos de Múnich (1972) y en los de Montreal (1976).
También llegó a participar de la Copa del Mundo en 1978 realizada en la Argentina. Terminó su carrera internacional con 12 goles, y 81 veces como capitán. Después de la Revolución de 1979 y durante la Guerra entre Irán e Irak, el ayudó a salvar el club Persepólis. El fútbol había caído un poco en la desgracia después de la revolución, ya que había sido un medio de propaganda para el régimen anterior de Mohammad Reza Pahleví, por lo cual este deporte no estaba bien visto por los nuevos líderes del país. 
Parvin políticamente está próximo de Akbar Hashemí Rafsanyaní. A pesar de eso mantuvo su posición como centro-campista y debido a su carisma fue capitán de la Selección Nacional de Irán en los varios años en que fue parte del equipo.
Después se volvió entrenador, llegando a ser seleccionador de la Selección Nacional de su país. Pero no tuvo suerte con sus elecciones para el mundial de 1994. Actualmente es entrenador del Persépolis.